# Estero Cartagena
El estero Cartagena es un curso natural de agua que fluye en la Región de Valparaíso, Chile. 

## Trayecto
Nace en la confluencia de las quebradas Honda y Venegas y se dirige al oeste hasta desembocar, tras cerca de 10 km de trayecto, en una laguna litoránea separada de la playa por dunas.: 330 Hacia su desembocadura, separa los balnearios de Cartagena y de San Sebastián.
El estero Zárate es su único afluente de importancia. Este nace de la unión de los esteros de La Viña y de Las Palmas unos 10 km antes de descargar en la ribera izquierda del Cartagena. Ambos esteros formativos del Zárate pasan por sendos embalses reguladores.: 330 
Su hoya limita al norte con la cuenca del estero del Rosario y con la pequeña cuenca del estero La Cigüeña, al oriente, con la subcuenca del río Puangue, de la cuenca del río Maipo; al sur, con la desembocadura del Maipo.: 23 

## Acuíferos
La cuenca se ha dividido en 4 SHACs, que incluye también al del estero La Cigüeña: estero La Viña, estero Las Palmas, estero Cartagena-Zárate, y el estero Las Cruces, como se le llama al del estero La Cigüeña.: 6 

## Humedal de Cartagena

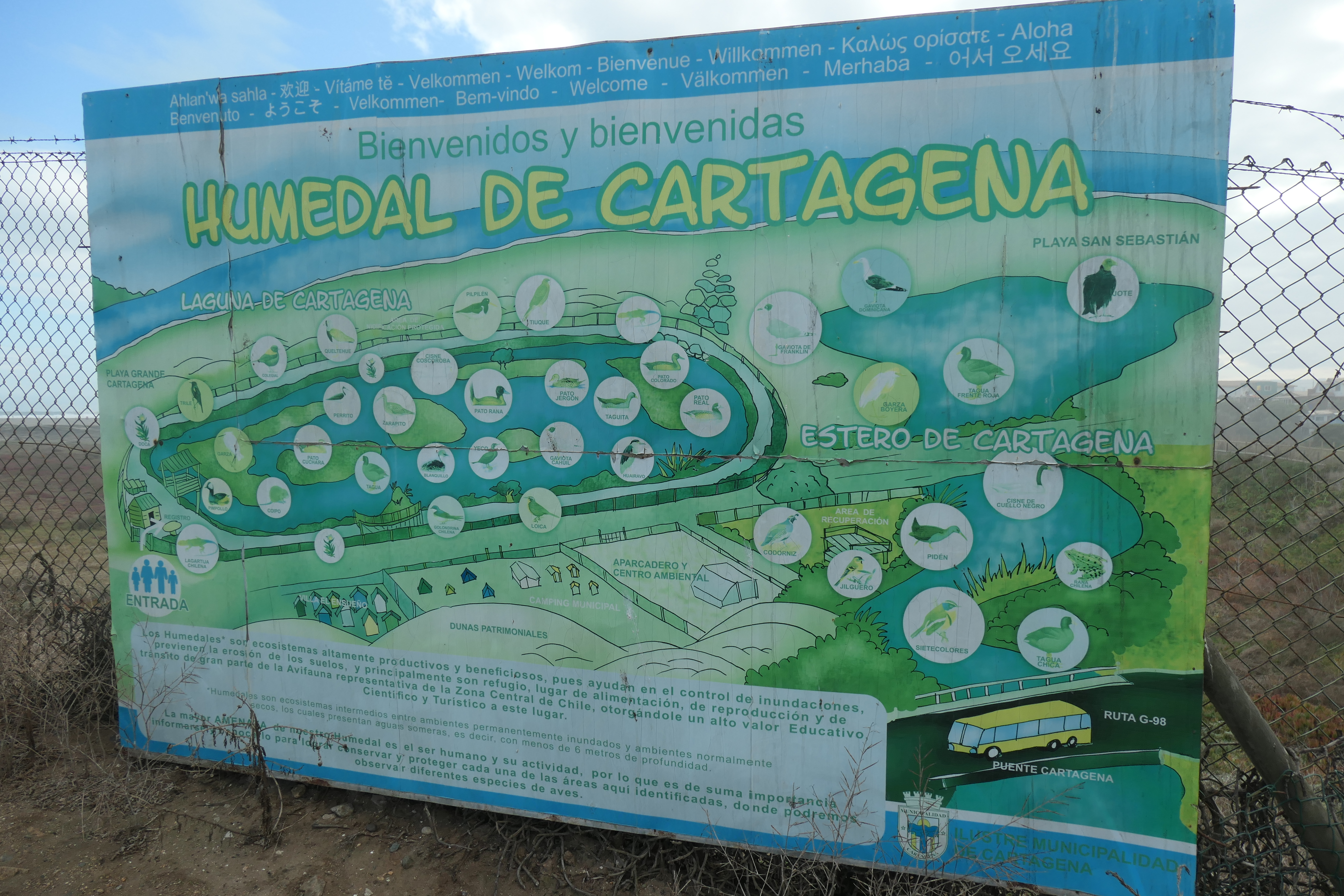
Aviso explicativo en el humedal.

El humedal de Cartagena es un humedal costero ubicado al sur de la desembocadura del estero Cartagena, en la zona urbana de la comuna de Cartagena, Región de Valparaíso, Chile. 
El humedal es una Reserva Natural Municipal desde el año 2017. Además, el humedal fue declarado como Bien Nacional Protegido por parte del Ministerio de Bienes Nacionales en febrero del 2018, y como Humedal Urbano en enero de 2021 por el Ministerio del Medio Ambiente.
El humedal se distingue por su alta heterogeneidad, tanto en su estructura física como biótica, y está compuesto por varios sistemas interconectados. Uno de ellos es la Laguna Cartagena, un espejo de agua de aproximadamente 6,8 hectáreas, rodeado de vegetación ribereña y algunas islas que sirven como lugar de descanso y anidación para diversas especies de aves. Actualmente, la laguna recibe aportes de aguas subterráneas, marinas y del sistema estuarino del Estero Cartagena.
Otro componente importante es el Estuario de Cartagena y su desembocadura. Este estuario, de régimen pluvial y formación eventual, se caracteriza por un cambio en la morfología del cauce del estero, lo que da lugar a la formación de la laguna debido a la presencia de una barra de arena que limita el contacto directo entre las aguas continentales del estero y el mar. De esta forma, el estuario actúa como un ecosistema de transición entre aguas dulces y saladas.
Finalmente, el Canal Principal o Estero Cartagena es el cauce natural que alimenta la laguna del estuario. Durante la estación de verano, el flujo de agua en este tramo se reduce considerablemente, alcanzando velocidades muy bajas. Las aguas en este subsistema presentan una salinidad inferior a la del estuario.

## Caudal y régimen
La fuente de recarga del estero es la lluvia local sobre los aproximadamente 235,5 km² de la cuenca, que en ese sector del país varía entre 300 mm a 500 mm por año.: 3 

## Historia
Francisco Solano Asta-Buruaga y Cienfuegos escribió en 1899 en su obra póstuma Diccionario Geográfico de la República de Chile sobre el lugar:
Cartagena.-—Aldea del departamento de Melipilla, situada sobre la costa á cinco kilómetros al N. del puerto de San Antonio de las Bodegas. Es un antiguo caserío de 240 habitantes y contenía una iglesia parroquial, que ha sido trasladada al de Abarca, próxima al E. Por el O. la rodea una playa tendida de una ensenada abierta del Pacífico, en la que entra el pequeño riachuelo que pasa por la última aldea.

## Población, economía y ecología
Cartagena es un popular balneario muy visitado por los habitantes de la ciudad de Santiago de Chile.